# 三井ガーデンホテル仙台
三井ガーデンホテル仙台（みついガーデンホテルせんだい、Mitsui Garden Hotel Sendai）は、宮城県仙台市青葉区本町にあるビジネスホテル。三井ガーデンホテルの1つ。運営は三井不動産ホテルマネジメント。

## 特徴
仙台市都心部の東二番丁通りに面して建つ仙台本町三井ビルディングの7階～18階に、2009年（平成21年）7月17日に「三井ガーデンホテル仙台」として開業した。
最上階には宿泊者専用の露天風呂付き大浴場を設置している。広さ約18m2のスーペリアルームを中心に、30m2超のツインルームなど、8タイプ、224室で構成。光回線による高速インターネット環境を全室無料完備。

## 沿革
- 2009年（平成21年）
  - 5月7日 - 宿泊予約受付開始。
  - 7月17日 - 開業。
- 2022年（令和4年）
  - 9月18～19日 - 建物が長時間揺れ続け、宿泊客が一時避難した。原因は免震装置の不具合[1]。

## レストラン
- バローロ（7階）

## アクセス
- 鉄道
  - 仙台市地下鉄南北線・広瀬通駅西1出入口から徒歩1分
  - 仙台市地下鉄南北線・勾当台公園駅南4出入口から徒歩3分
  - JR仙台駅西口より徒歩12分
- 自動車
  - E4 東北道 仙台宮城ICより約6km
- 駐車場：18台（ビル全体では88台）